# Takuto Otoguro
Takuto Otoguro (乙黒 拓斗, Otoguro Takuto; Yamanashi, 13 de dezembro de 1998) é um lutador de estilo-livre japonês.

## Carreira
Otoguro começou a lutar muito jovem. Durante seus anos de colégio, ele estudou e treinou na Elite Academy, organizada pelo Comitê Olímpico Japonês. Sua primeira aparição internacional foi no Campeonato Mundial de Cadetes de 2013, quando conquistou a medalha de bronze. Em 2015, Otoguro tornou-se campeão mundial de cadetes. Nos Jogos Olímpicos de Verão de 2020 em Tóquio, Otoguro conquistou a medalha de ouro no estilo livre masculino de 65kg após derrotar Haji Aliyev do Azerbaijão nas finais.